# Bojan Jurc
Bojan Jurc, slovenski ilustrator, * 10. september 1950, Ljubljana.
Obiskoval je osnovno šolo Polje, kasneje pa Poljansko gimnazijo. Po končani gimnaziji se je vpisal na Likovno akademijo, kjer je tudi diplomiral iz slikarstva.
Ilustrirati je začel že med študijem, prve ilustracije pa je objavil v otroški reviji Ciciban. Danes deluje predvsem na področju animiranega filma.
1. ↑  https://european-art.net/person/redirect?i=7&p=2968